# Rhyndakos

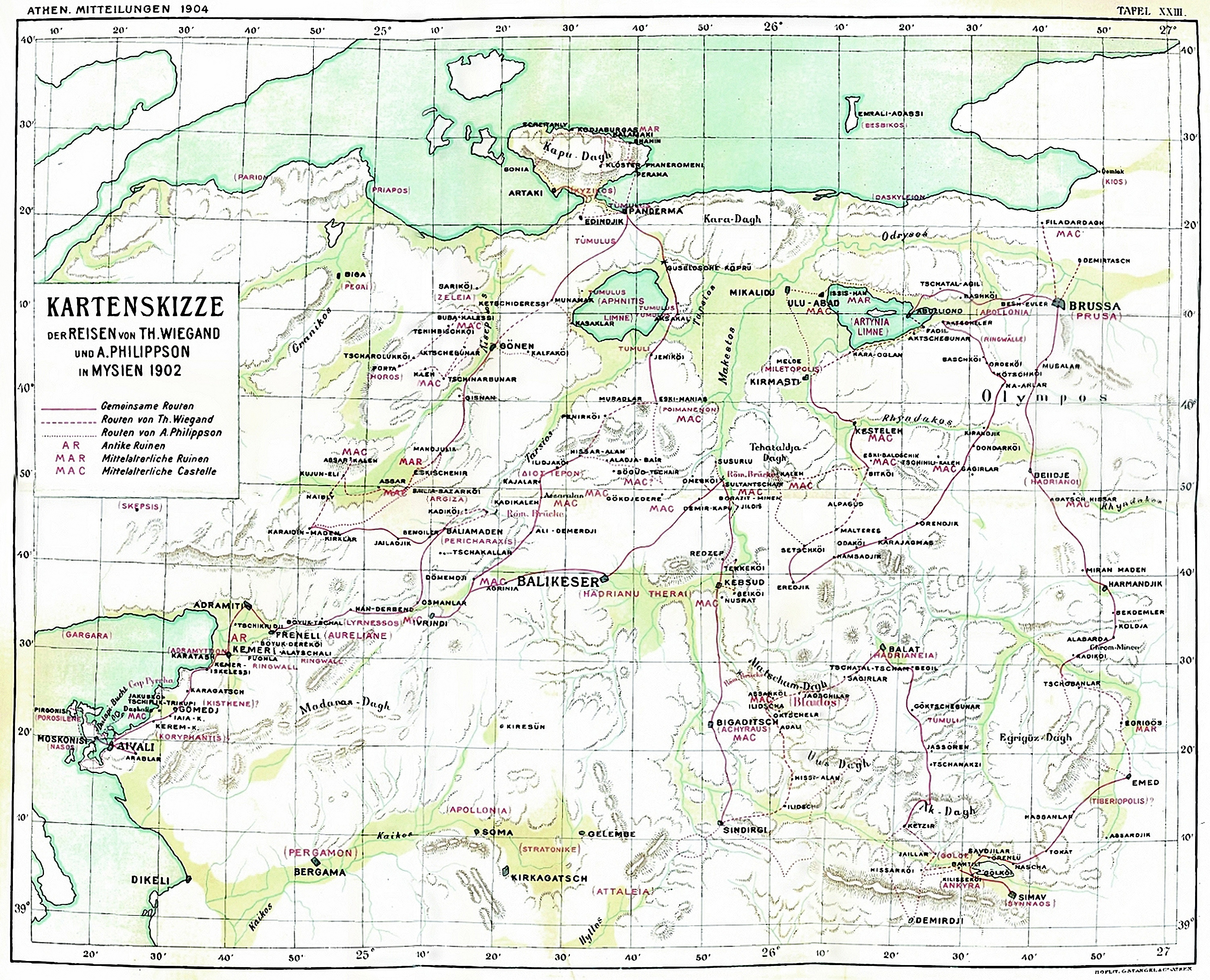
Karte mit Verlauf des Rhyndakos und weiterer antiker Flüsse in Mysien

Der Rhyndakos (altgriechisch Ῥύνδακος, lateinisch Rhyndacus) ist ein wichtiger kleinasiatischer Fluss, der heute in seinem Verlauf verschiedene Namen hat, darunter Mustafakemalpaşa Çayı, Adırnaz Çayı, Orhaneli Çayı. Er entspringt am Nordabhang des Dindymosgebirges (heute Murat Dağı) in Phrygien. Er fließt in nordwestlicher Richtung durch Mysien, südlich am mysischen Olymp (Uludağ) vorbei, dann nördlich gewendet durch den Artyniasee (Uluabat Gölü), nimmt bei Miletopolis (heute Karacabey) den Makestos (heute Simav Çayı) auf und mündet in das Marmarameer.
Am Rhyndakos besiegte 73 v. Chr. Lucullus den Mithridates. 1211 kam es dort zu einer weiteren Schlacht zwischen den Armeen des Lateinischen Kaisers Heinrich und des Kaisers von Nikaia, Theodor I., in der Heinrich den Sieg errang.
In antiker Zeit führte die byzantinische Konstantinbrücke über den Fluss, sowie die Penkalasbrücke (2. Jh. n. Chr.) über den gleichnamigen Zulauf in Aizanoi.